# IG Bergbau und Energie

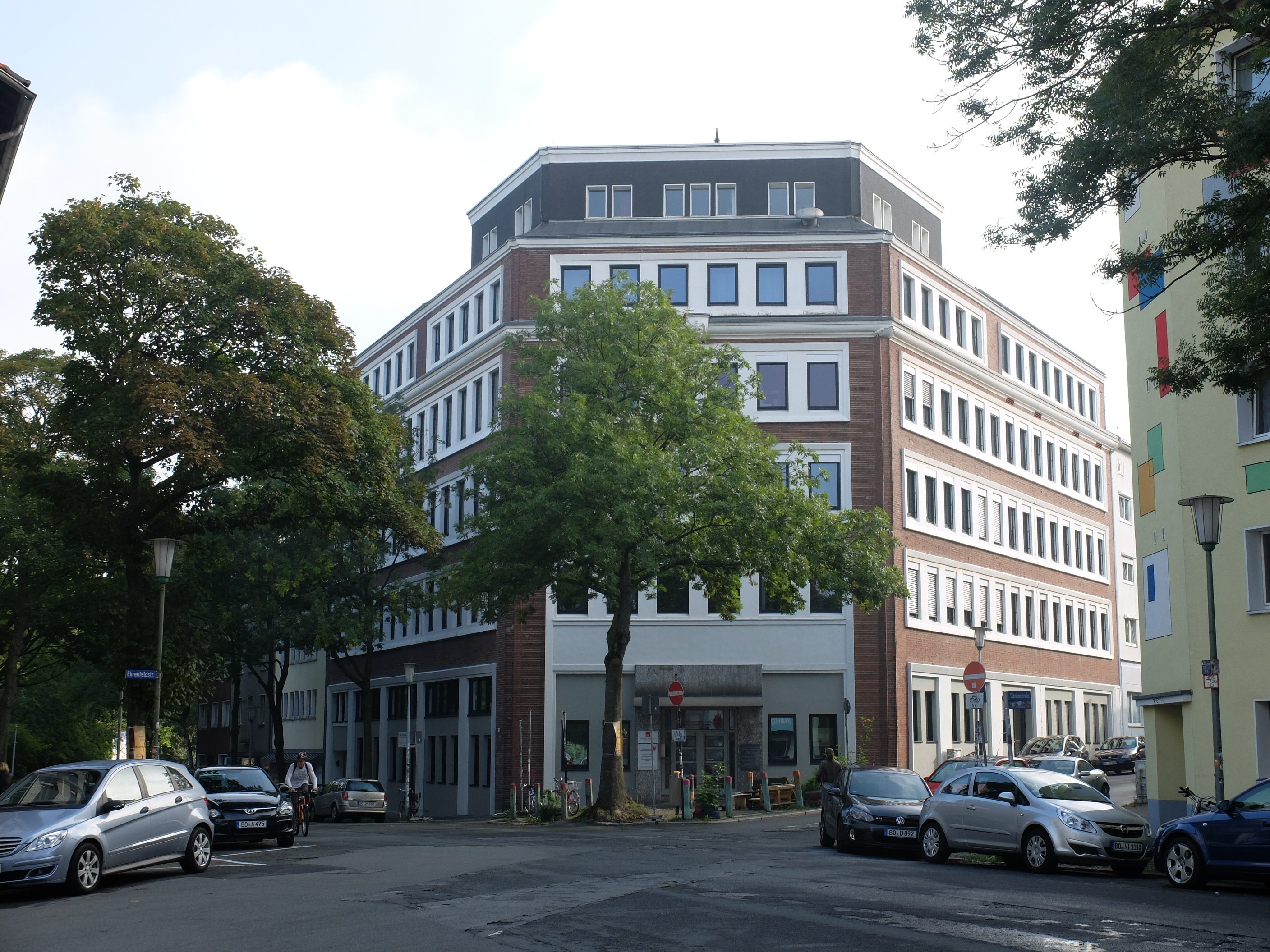
Gebäude mit dem Sitz der IG Bergbau und Energie in Bochum (Fritz-Husemann-Haus)

Die Industriegewerkschaft Bergbau und Energie (IGBE/IG BE) war eine Gewerkschaft des Deutschen Gewerkschaftsbunds (DGB) mit Sitz in Bochum.
Sie wurde 1946 als Industrieverband Bergbau für die britische Besatzungszone gegründet. 1948 wurde der Name in IG Bergbau geändert. Ein Jahr später erfolgte der Anschluss der Bergarbeiter der französischen Zone. 1960 änderte die Gewerkschaft ihren Namen in IG Bergbau und Energie.
In der DDR wurden 1990 die Gewerkschaften Wismut als Nachfolgerin der Industriegewerkschaft Wismut (in Crossen) und Bergbau-Energie-Wasserwirtschaft (in Bernau bei Berlin) gegründet, die am 1. November 1990 der IG Bergbau und Energie beitraten. 1990 gehörten ihr 331.000 Mitglieder an.
1997 schloss sich die IG Bergbau und Energie mit der IG Chemie-Papier-Keramik (IG CPK) und der Gewerkschaft Leder (GL) zur neuen IG Bergbau, Chemie, Energie (IG BCE) zusammen.
Zur Geschichte der Bergarbeitergewerkschaften bis 1945 siehe auch: Deutsche Bergarbeitergewerkschaften!

## Vorsitzende der IG Bergbau und Energie
- 1946–1953: August Schmidt, zunächst Vorsitzender des Industrieverbandes Bergbau für die britische Zone, ab 1948 der gesamten IG Bergbau
- 1953–1956: Heinrich Imig
- 1956–1964: Heinrich Gutermuth
- 1964–1969: Walter Arendt
- 1969–1985: Adolf Schmidt
- 1985–1990: Heinz-Werner Meyer
- 1990–1997: Hans Berger

## Versammlungen und Tagungen
Einige bundesweite Versammlungen der IGBE bzw. ihrer Delegierten von 1969 bis 1972 sind bisher, u. a. teils anhand der Gewerkschaftszeitung „Einheit“ der IGBE (1960–1995), teils durch betriebliche Materialien, teils online dokumentiert. Erfasst sind die Anträge aus den Ortsgruppen, vor allem aus dem Dortmunder Raum, sowie teilweise die Debatten.
- IGBE-Gewerkschaftstag 1969 in Dortmund
- IGBE-Gewerkschaftstag 1970 in Duisburg
- Außerordentlicher Gewerkschaftskongress der IGBE 1971 in Oberhausen
- 10. Gewerkschaftskongress der IGBE 1972 in Hannover